# 江口紗耶
江口 紗耶（えぐち さや、2003年8月1日 - ）は、日本の歌手、アイドル。女性アイドルグループBEYOOOOONDS、CHICA#TETSUのメンバー。
兵庫県出身。アップフロントプロモーション所属。

## 略歴
2014年
- 「モーニング娘。'14 ＜黄金(ゴールデン)＞オーディション」に応募するも、落選。

2017年
- 3月6日、島倉りか・日比麻里那・土居麗菜・岡村美波・松永里愛・山田苺・中山夏月姫とともにハロプロ研修生に加入。

2018年
- 6月9日、Zepp Tokyoで開催された「Hello! Project 研修生発表会2018 6月 〜にじ〜』にて、一岡伶奈がリーダーを務める新グループに島倉りか・西田汐里とともに加入することを発表。

2019年
- 8月7日、『眼鏡の男の子/ニッポンノD・N・A!/Go Waist』でBEYOOOOONDSとしてメジャーデビュー。

2022年
- 7月9日、軽度の「腰椎捻挫」と診断され、10日に開催されるBEYOOOOONDSのコンサートについて、椅子に座り歌唱のみのパフォーマンスとすると発表。
- 8月1日、1st写真集『Saya』を発売。

2023年
- 1月13日、Instagramを開設。

## 人物
- メンバーカラーはデイジー。
- 血液型O型。身長170 cm[8]。
- 特技はクレーンゲーム[9]、ジャウハープ。ジャウハープはライブのオープニングのSEにジャウハープの音が入っていたことから、マネージャーに勧められて始めたという[2]。中学生の時には吹奏楽部に所属し、クラリネットを担当していた。趣味はお菓子作りや可愛い靴を集めること。好物はカルボナーラ、モンブラン、マカロン[9]。
- 小学1年生の時、母親とダンス教室の見学に行ったのをきっかけに、中学2年生までダンスを習っていた[2]。そこからパフォーマンスの楽しさを知り、アイドルに憧れるようになった。また、母親がモーニング娘。のファンで、幼少期からミニモニ。のグッズが家にあるなど、ハロプロへの親しみは昔からあったという[9]。目標の先輩は鈴木愛理（元℃-ute）[10]、生田衣梨奈（モーニング娘。）。
- ハロプロ研修生に加入当時(150cm前後)と比べて、15cm以上も身長が伸びている[11]。2022年9月時点で自己申告で170cmに達している[12][13]。
- ハロープロジェクトメンバーの中で1番の長身(2022年現在)

## 出演

### ラジオ
- まだまだ火曜日よんっ! BEYOOOOONDS QUEST!（2019年 - 2022年、エフエム大阪） - 『J3 Tuesday 〜Midnight IQ〜』内コーナー。西田汐里とともに担当[14]
- BEYOOOOONDSのラジオクエスト（2022年 - 、FM OH!） - 西田汐里とともにMCを担当

### イベント
- 横須賀うみかぜカーニバル2024 in うみかぜ公園（2024年9月8日、うみかぜ公園）
- Japan Boating & Water Safety Summit 2025(日本水上安全・安全運航サミット 2025)（2025年3月22日、パシフィコ横浜アネックスホール F201.F202）

### 舞台
- 演劇女子部 全労済ホール/スペース・ゼロ提携公演「アタックNo.1」（2018年11月29日 - 12月9日、全労済ホール/スペース・ゼロ） - 富士見高校取り巻き / 寺堂院高校バレー部員 役
- 全労済ホール/スペース・ゼロ提携公演 演劇女子部「不思議の国のアリスたち」（2019年4月18日 - 29日、全労済ホール/スペース・ゼロ） - デイジー 役
- こくみん共済 coop ホール／スペース・ゼロ提携公演 演劇女子部「リボーン〜13人の魂は神様の夢を見る〜」（2019年11月14日 - 24日、こくみん共済 coop ホール／スペース・ゼロ） - コウノトリ（シロク） 役
- こくみん共済 coop ホール(全労済ホール)／スペース・ゼロ提携公演 演劇女子部「アラビヨーンズナイト」（2020年10月9日 - 18日、こくみん共済 coop ホール／スペース・ゼロ） - アリババ 役
- こくみん共済 coop ホール(全労済ホール)／スペース・ゼロ提携公演 演劇女子部「眠れる森のビヨ」（2021年4月16日 - 25日、こくみん共済 coop ホール／スペース・ゼロ） - 山上 役
- こくみん共済 coop ホール(全労済ホール)／スペース・ゼロ提携公演 演劇女子部「ビヨサイユ宮殿」（2022年11月11日 - 20日、こくみん共済 coop ホール／スペース・ゼロ） - ルイ16世 役
- 演劇女子部「ビヨスパイ～消えたアタッシュケース～」（2023年11月11日 - 19日、こくみん共済 coop ホール／スペース・ゼロ / 11月23日 - 26日、サンケイホールブリーゼ） - ハルカ 役

## 書籍

### 写真集
- Saya（2022年8月1日、オデッセー出版、撮影：下田直樹）ISBN 978-4-908643-78-1[7]

## 参加ユニット
- BEYOOOOONDS（2018年 - ）
- CHICA#TETSU（2018年 - ）
- ハロプロ・オールスターズ（2018年 - 2020年）